# Laçın-corridor
De Laçın-corridor is een  corridor in Azerbeidzjan, waar de verbindingsweg tussen Armenië en de regio Nagorno-Karabach door liep. De route was lange tijd de enige verbinding tussen deze regio en Armenië en was daarmee van groot belang voor de Armeense bewoners. Na het staakt-het-vuren in 1994 van de oorlog in Nagorno-Karabach kwam de corridor onder controle van de niet-erkende Republiek Artsach. Formeel maakte de route deel uit van het Azerbeidzjaanse rayon Laçın. Na de oorlog in Nagorno-Karabach in 2020 kwam de Laçın-corridor onder gezamenlijke controle van Azerbeidzjan en Russische vredestroepen. In augustus 2022 kwam het gebied onder volledige Azerbeidzjaanse controle.
Aan de verbindingsweg ligt het naamgevende stadje Laçın. In september 2022 opende een alternatieve route die Azerbeidzjan parallel aan de oude route had aangelegd. Kort daarna sloot Azerbeidzjan de corridor voor verkeer tussen Armenië en Nagorno-Karabach, wat leidde een humanitaire crisis. Als gevolg van de Azerbeidzjaanse aanval op Nagorno-Karabach in 2023 was de corridor van vitaal belang voor de Armeense vluchtelingen. Ruim 100.000 inwoners van Nagorno-Karabach passeerden de route.